# Finn Ronne
Finn Ronne (em norueguês:  Finn Rønne) (20 de dezembro de 1899, Horten, Noruega – 12 de janeiro de 1980, Bethesda, Maryland) foi um explorador norte-americano (de origem norueguesa) da Antártica. Seu pai, Martin Rønne, foi também explorador, tendo feito parte das expedições de Roald Amundsen ao Polo Sul.
Concluiu seus estudos engenharia na Noruega e emigrou para os Estados Unidos em 1923, onde obteve a nacionalidade americana em 1929. Trabalhou alguns anos na Westinghouse, tomou parte em duas expedições de Richard Byrd ao polo sul e foi segundo de Byrd, ajudando o mesmo a descobrir mais de 1500 km de novas costas do continente.
Depois de servir durante vários anos na US Navy (Marinha americana), tendo chegado ao posto de Capitão, Ronne voltou à Antártida na década de 1940 com apoio da American Geographical Society. A expedição de 1946 a 1948 cartografou e explorou as costa do mar de Weddell estabelecendo diversos recordes polares. Ronne cobriu 5800 km em esqui e em trenós puxados por cães, Edith Ronne, sua esposa, o acompanhou nessa expedição, servindo, nas suas próprias palavras como uma "historiadora e correspondente da North American Newspaper Alliance". Ela a esposa do piloto-chefe, Jennie Darlington, foram as primeiras mulheres a hibernar no continente austral.
Na década de 1950, a marinha americana organizou a Operação "Deep Freeze" para completar a cartografia da Antártica e estabelecer bases para as pesquisas científicas. Ronne se tornou o chefe científico e militar da base americana no Mar de Weddel. Durante sua vida escreveu diversos livros e muitos artigos científicos sobre a Antártica, tendo recebido diversas medalhas e condecorações militares por serviços prestados, exploração geográfica e progresso da ciência.
Ronne morreu em 1980, em Bethesda, estando enterrado da se(c)ção 2 do Cemitério de Arlington. A Plataforma de gelo de Filchner-Ronne foi assim denominada em sua homenagem e na de Wilhelm Filchner.